# Список 50 лидеров НБА по подборам за всю историю лиги

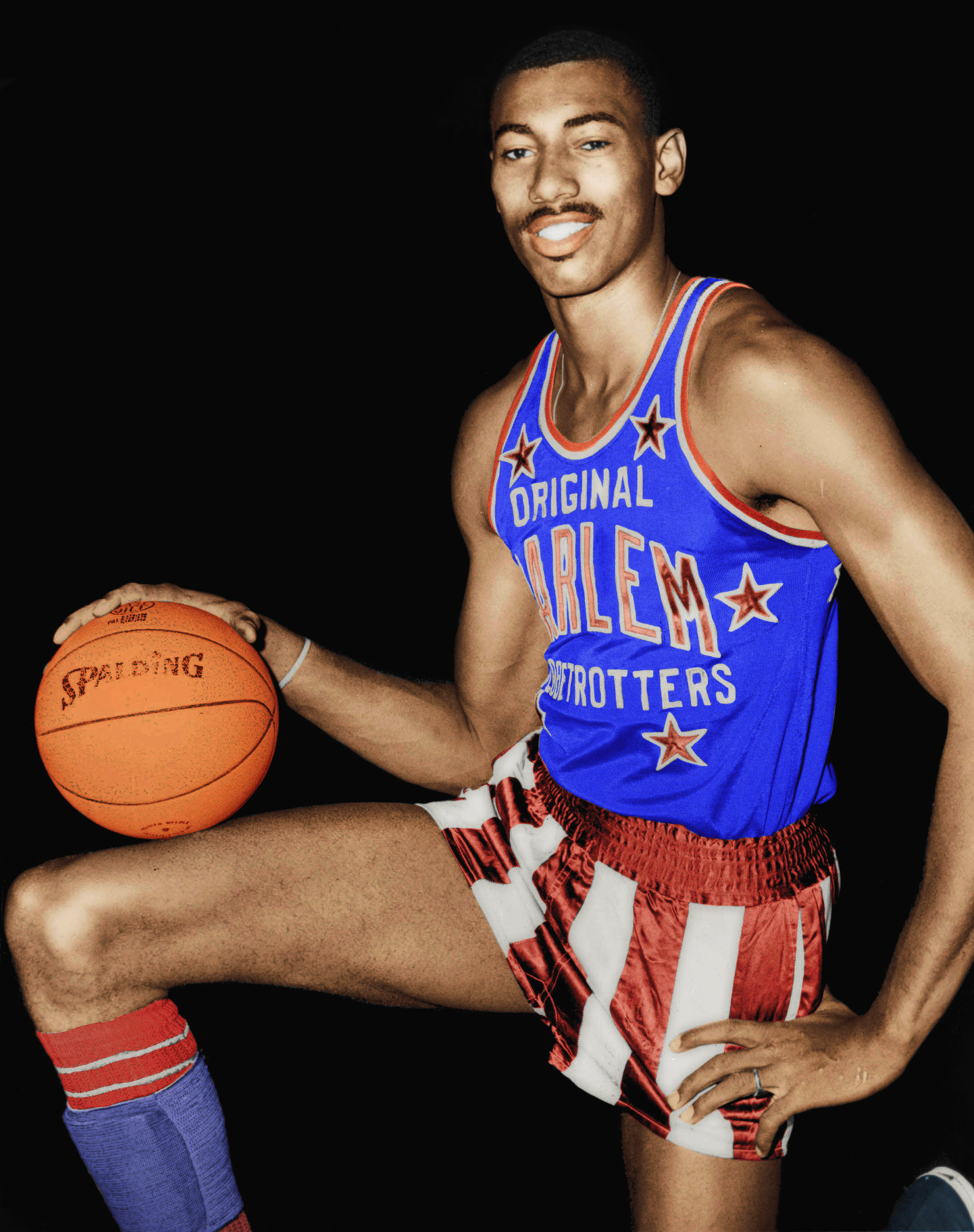
Уилт Чемберлен — лидер НБА по подборам за всю историю лиги

Данный список включает в себя 50 игроков, сделавших наибольшее количество подборов в матчах регулярных сезонов Национальной баскетбольной ассоциации за карьеру. Полный список лидеров в данной номинации опубликован на сайте basketball-reference.com.
В баскетболе «подбор» — важнейший элемент игры, при котором игрок овладевает мячом после неудачной попытки двух- или трёхочкового броска или последнего штрафного броска. Существует негласное правило, что команда, выигрывающая подбор, чаще всего выигрывает и матч. Основными специалистами по подборам являются игроки передней линии — центровые и тяжёлые форварды. Однако игроки других позиций, обладающие хорошим чувством позиции и времени, зачастую становятся лучшими в данном показателе. В НБА лучшим игроком по подборам считается игрок с самым большим средним показателем по ним за игру. Впервые эта номинация была введена в сезоне 1950/51 годов, когда стала вестись статистика по ним, поэтому у баскетболистов, игравших до 1950 года, подборы в статистике отсутствуют.
Лишь два баскетболиста в настоящее время сделали более 20 000 подборов, 6 игроков преодолели рубеж в 15 000 отскоков и 44 человека имеют в своём активе более 10 000 подборов.
Первым же игроком, преодолевшим планку в 20 000 подборов, является Билл Расселл, который добился этого результата в сезоне 1967/68 годов, после чего завершил свою спортивную карьеру в следующем сезоне с результатом в 21 620 баллов. Через три года, в сезоне 1970/71 годов, это же достижение повторил Уилт Чемберлен, закончивший выступления в ассоциации через два года, установив до сих пор непревзойдённый рекорд в 23 924 подбора. А за прошедшие после этого сорок с лишним лет к этой отметке никому даже приблизиться так и не удалось. На третьем месте идёт Карим Абдул-Джаббар, который по окончании своей профессиональной карьеры собрал 17 440 отскоков.
Лидером же по среднему показателю за игру на данный момент также является Уилт Чемберлен, который по завершении карьеры имеет в своём активе результат в 22,9 подбора в среднем за игру. Второе место по этому показателю занимает Билл Расселл, который по итогам своих выступлений набрал 22,5 отскока в среднем за игру. На третьем месте, с большим отставанием, идёт Боб Петтит, показатель которого составляет 16,2 подбора в среднем за игру.
В данный список входят шесть действующих баскетболистов, самым результативным из них является Леброн Джеймс, занимающий пока двадцать пятое место.

## Легенда к списку
| Поз.    | ЛФ             | ТФ              | Ц         | ГР           | Прим.      |
| Позиция | Лёгкий форвард | Тяжёлый форвард | Центровой | Год рождения | Примечания |

| ^ | Действующий игрок Национальной баскетбольной ассоциации                 |
| * | Избраны в Зал славы баскетбола                                          |
|   | Недавно закончил карьеру, но пока не избран в Зал славы[1]              |
|   | Закончил карьеру более 10 лет назад, но так и не был избран в Зал славы |

## Список
По состоянию на 14 апреля 2025 года (на момент окончания сезона 2024/2025 годов, следующий сезон стартует в октябре 2025 года)
| Место | Игрок                   | Фото | Поз.   | ГР          | Клубы (годы)[2] | Всего подборов | Подборы в атаке[3] | Подборы в защите[4] | Игры | Подборы за игру[5] | Зал славы | Прим.           |
| ----- | ----------------------- | ---- | ------ | ----------- | --- | -------------- | ------------------ | ------------------- | ---- | ------------------ | --------- | --------------- |
| 1     | Уилт Чемберлен*         |      | Ц      | 1936 — 1999 | Филадельфия/ Сан-Франциско Уорриорз (1959—1965) Филадельфия-76 (1965—1968) Лос-Анджелес Лейкерс (1968—1973) | 23 924         | —                  | —                   | 1045 | 22,9               | 1979      | [ 6 ] [ 7 ]     |
| 2     | Билл Расселл*           |      | Ц      | 1934 — 2022 | Бостон Селтикс (1956—1969) | 21 620         | —                  | —                   | 963  | 22,5               | 1975      | [ 8 ] [ 9 ]     |
| 3     | Карим Абдул-Джаббар*[6] |      | Ц      | 1947        | Милуоки Бакс (1969—1975) Лос-Анджелес Лейкерс (1975—1989) | 17 440         | 2975[7]            | 9394[8]             | 1560 | 11,2               | 1995      | [ 10 ] [ 11 ]   |
| 4     | Элвин Хейз*             |      | ТФ/ Ц  | 1945        | Сан-Диего/ Хьюстон Рокетс (1968—1972, 1981—1984) Балтимор/ Кэпитал/ Вашингтон Буллетс (1972—1981) | 16 279         | 2778[9]            | 6973[10]            | 1303 | 12,5               | 1990      | [ 12 ] [ 13 ]   |
| 5     | Мозес Мэлоун*           |      | Ц      | 1955 — 2015 | Баффало Брейвз (1976) Хьюстон Рокетс (1976—1982) Филадельфия-76 (1982—1986, 1993—1994) Вашингтон Буллетс (1986—1988) Атланта Хокс (1988—1991) Милуоки Бакс (1991—1993) Сан-Антонио Спёрс (1994—1995)                                            | 16 212[11]     | 6731[12]           | 9481[13]            | 1329 | 12,2               | 2001      | [ 14 ] [ 15 ]   |
| 6     | Тим Данкан*             |      | ТФ/ Ц  | 1976        | Сан-Антонио Спёрс (1997—2016) | 15 091         | 3859               | 11 232              | 1392 | 10,8               | 2020      | [ 16 ] [ 17 ]   |
| 7     | Карл Мэлоун*            |      | ТФ     | 1963        | Юта Джаз (1985—2003) Лос-Анджелес Лейкерс (2003—2004) | 14 968         | 3562               | 11 406              | 1476 | 10,1               | 2010      | [ 18 ] [ 19 ]   |
| 8     | Роберт Пэриш*           |      | Ц      | 1953        | Голден Стэйт Уорриорз (1976—1980) Бостон Селтикс (1980—1994) Шарлотт Хорнетс (1994—1996) Чикаго Буллз (1996—1997) | 14 715         | 4598               | 10 117              | 1611 | 9,1                | 2003      | [ 20 ] [ 21 ]   |
| 9     | Кевин Гарнетт*          |      | ТФ/ Ц  | 1976        | Миннесота Тимбервулвз (1995—2007, 2015—2016) Бостон Селтикс (2007—2013) Бруклин Нетс (2013—2015) | 14 662         | 3209               | 11 453              | 1462 | 10,0               | 2020      | [ 22 ] [ 23 ]   |
| 10    | Дуайт Ховард            |      | Ц      | 1985        | Орландо Мэджик (2004—2012) Лос-Анджелес Лейкерс (2012—2013, 2019—2020, 2021—2022) Хьюстон Рокетс (2013—2016) Атланта Хокс (2016—2017) Шарлотт Хорнетс (2017—2018) Вашингтон Уизардс (2018) Филадельфия-76 (2020—2021)                           | 14 627         | 4151               | 10 476              | 1242 | 11,8               | —         | [ 24 ] [ 25 ]   |
| 11    | Нейт Термонд*           |      | Ц/ ТФ  | 1941 — 2016 | Сан-Франциско/ Голден Стэйт Уорриорз (1963—1974) Чикаго Буллз (1974—1975) Кливленд Кавальерс (1975—1977) | 14 464         | 744[14]            | 1827[15]            | 964  | 15,0               | 1985      | [ 26 ] [ 27 ]   |
| 12    | Уолт Беллами*           |      | Ц      | 1939 — 2013 | Чикаго Пэкерс/ Чикаго Зефирс/ Балтимор Буллетс (1961—1965) Нью-Йорк Никс (1965—1968) Детройт Пистонс (1968—1970) Атланта Хокс (1970—1974) Нью-Орлеан Джаз (1974)                                                                                | 14 241         | 264[16]            | 481[17]             | 1043 | 13,7               | 1993      | [ 28 ] [ 29 ]   |
| 13    | Уэс Анселд*             |      | Ц      | 1946 — 2020 | Балтимор/ Кэпитал/ Вашингтон Буллетс (1968—1981) | 13 769         | 2085[18]           | 4974[19]            | 984  | 14,0               | 1988      | [ 30 ] [ 31 ]   |
| 14    | Хаким Оладжьювон*       |      | Ц      | 1963        | Хьюстон Рокетс (1984—2001) Торонто Рэпторс (2001—2002) | 13 748         | 4034               | 9714                | 1238 | 11,1               | 2008      | [ 32 ] [ 33 ]   |
| 15    | Шакил О’Нил*            |      | Ц      | 1972        | Орландо Мэджик (1992—1996) Лос-Анджелес Лейкерс (1996—2004) Майами Хит (2004—2008) Финикс Санз (2008—2009) Кливленд Кавальерс (2009—2010) Бостон Селтикс (2010—2011)                                                                            | 13 099         | 4209               | 8890                | 1207 | 10,9               | 2016      | [ 34 ] [ 35 ]   |
| 16    | Бак Уильямс             |      | ТФ     | 1960        | Нью-Джерси Нетс (1981—1989) Портленд Трэйл Блэйзерс (1989—1996) Нью-Йорк Никс (1996—1998) | 13 017         | 4526               | 8491                | 1307 | 10,0               | —         | [ 36 ] [ 37 ]   |
| 17    | Джерри Лукас*           |      | ТФ/ Ц  | 1940        | Цинциннати Роялз (1963—1969) Сан-Франциско Уорриорз (1969—1971) Нью-Йорк Никс (1971—1974) | 12 942         | 62[20]             | 312[21]             | 829  | 15,6               | 1980      | [ 38 ] [ 39 ]   |
| 18    | Боб Петтит*             |      | ТФ/ Ц  | 1932        | Милуоки/ Сент-Луис Хокс (1954—1965) | 12 849         | —                  | —                   | 792  | 16,2               | 1971      | [ 40 ] [ 41 ]   |
| 19    | Чарльз Баркли*          |      | ТФ     | 1963        | Филадельфия-76 (1984—1992) Финикс Санз (1992—1996) Хьюстон Рокетс (1996—2000) | 12 546         | 4260               | 8286                | 1073 | 11,7               | 2006      | [ 42 ] [ 43 ]   |
| 20    | Дикембе Мутомбо*        |      | Ц      | 1966 — 2024 | Денвер Наггетс (1991—1996) Атланта Хокс (1996—2001) Филадельфия-76 (2001—2002) Нью-Джерси Нетс (2002—2003) Нью-Йорк Никс (2003—2004) Хьюстон Рокетс (2004—2009)                                                                                 | 12 359         | 3808               | 8551                | 1196 | 10,3               | 2015      | [ 44 ] [ 45 ]   |
| 21    | Пол Сайлас              |      | ТФ     | 1943 — 2022 | Сент-Луис/ Атланта Хокс (1964—1969) Финикс Санз (1969—1972) Бостон Селтикс (1972—1976) Денвер Наггетс (1976—1977) Сиэтл Суперсоникс (1977—1980)                                                                                                 | 12 357         | 2035[22]           | 3213[23]            | 1254 | 9,9                | —         | [ 46 ] [ 47 ]   |
| 22    | Чарльз Окли             |      | ТФ/ Ц  | 1963        | Чикаго Буллз (1985—1988, 2001—2002) Нью-Йорк Никс (1988—1998) Торонто Рэпторс (1999—2001) Вашингтон Уизардс (2002—2003) Хьюстон Рокетс (2004)                                                                                                   | 12 205         | 3924               | 8281                | 1282 | 9,5                | —         | [ 48 ] [ 49 ]   |
| 23    | Деннис Родман*          |      | ТФ     | 1961        | Детройт Пистонс (1986—1993) Сан-Антонио Спёрс (1993—1995) Чикаго Буллз (1995—1998) Лос-Анджелес Лейкерс (1999) Даллас Маверикс (2000) | 11 954         | 4329               | 7625                | 911  | 13,1               | 2011      | [ 50 ] [ 51 ]   |
| 24    | Кевин Уиллис            |      | ТФ/ Ц  | 1962        | Атланта Хокс (1984—1994, 2004—2005) Майами Хит (1994—1996) Голден Стэйт Уорриорз (1996) Хьюстон Рокетс (1996—1998, 2001—2002) Торонто Рэпторс (1999—2001) Денвер Наггетс (2001) Сан-Антонио Спёрс (2002—2004) Даллас Маверикс (2007)            | 11 901         | 4132               | 7769                | 1424 | 8,4                | —         | [ 52 ] [ 53 ]   |
| 25    | Леброн Джеймс^          |      | ЛФ/ ТФ | 1984        | Кливленд Кавальерс (2003—2010, 2014—2018) Майами Хит (2010—2014) Лос-Анджелес Лейкерс (2018—н.в.) | 11 731         | 1799               | 9932                | 1562 | 7,5                | —         | [ 54 ] [ 55 ]   |
| 26    | Патрик Юинг*            |      | Ц      | 1962        | Нью-Йорк Никс (1985—2000) Сиэтл Суперсоникс (2000—2001) Орландо Мэджик (2001—2002) | 11 607         | 2752               | 8855                | 1183 | 9,8                | 2008      | [ 56 ] [ 57 ]   |
| 27    | Дирк Новицки*           |      | ТФ     | 1978        | Даллас Маверикс (1999—2019) | 11 489         | 1468               | 10 021              | 1522 | 7,5                | 2023      | [ 58 ] [ 59 ]   |
| 28    | Элджин Бэйлор*          |      | ЛФ     | 1934 — 2021 | Миннеаполис/ Лос-Анджелес Лейкерс (1958—1971) | 11 463         | —                  | —                   | 846  | 13,5               | 1977      | [ 60 ] [ 61 ]   |
| 29    | Пау Газоль*             |      | ТФ/ Ц  | 1980        | Мемфис Гриззлис (2001—2008) Лос-Анджелес Лейкерс (2008—2014) Чикаго Буллз (2014—2016) Сан-Антонио Спёрс (2016—2019) Милуоки Бакс (2019) | 11 305         | 3085               | 8220                | 1226 | 9,2                | 2023      | [ 62 ] [ 63 ]   |
| 30    | Дольф Шейес*            |      | ТФ/ Ц  | 1928 — 2015 | Сиракьюс Нэшнлз (1949—1950)[24] Сиракьюс Нэшнлз/ Филадельфия-76 (1950—1964) | 11 256         | —                  | —                   | 932  | 12,1               | 1973      | [ 64 ] [ 65 ]   |
| 31    | Билл Бриджес            |      | ТФ     | 1939 — 2015 | Сент-Луис/ Атланта Хокс (1962—1971) Филадельфия-76 (1971—1972) Лос-Анджелес Лейкерс (1972—1974) Голден Стэйт Уорриорз (1975) | 11 054         | 257[25]            | 376[26]             | 926  | 11,9               | —         | [ 66 ] [ 67 ]   |
| 32    | Андре Драммонд^         |      | Ц      | 1993        | Детройт Пистонс (2012—2020) Кливленд Кавальерс (2020—2021) Лос-Анджелес Лейкерс (2021) Филадельфия-76 (2021—2022) Бруклин Нетс (2022) Чикаго Буллз (2022—2024) Филадельфия-76 (2024—н.в.)                                                       | 10 981         | 3765               | 7216                | 904  | 12,1               | —         | [ 68 ] [ 69 ]   |
| 33    | Джек Сикма*             |      | Ц/ ТФ  | 1955        | Сиэтл Суперсоникс (1977—1986) Милуоки Бакс (1986—1991) | 10 816         | 2542               | 8274                | 1107 | 9,8                | 2019      | [ 70 ] [ 71 ]   |
| 34    | Деандре Джордан^        |      | Ц      | 1988        | Лос-Анджелес Клипперс (2008—2018) Даллас Маверикс (2018—2019) Нью-Йорк Никс (2019) Бруклин Нетс (2019—2021) Лос-Анджелес Лейкерс (2021—2022) Филадельфия-76 (2022) Денвер Наггетс (2022—н.в.)                                                   | 10 785         | 3191               | 7594                | 1111 | 9,7                | —         | [ 72 ] [ 73 ]   |
| 35    | Дэвид Робинсон*         |      | Ц      | 1965        | Сан-Антонио Спёрс (1989—2003) | 10 497         | 3083               | 7414                | 987  | 10,6               | 2009      | [ 74 ] [ 75 ]   |
| 36    | Бен Уоллес*             |      | Ц/ ТФ  | 1974        | Вашингтон Буллетс/ Уизардс (1996—1999) Орландо Мэджик (1999—2000) Детройт Пистонс (2000—2006, 2009—2012) Чикаго Буллз (2006—2008) Кливленд Кавальерс (2008—2009)                                                                                | 10 482         | 3444               | 7038                | 1088 | 9,6                | 2021      | [ 76 ] [ 77 ]   |
| 37    | Тайсон Чендлер          |      | Ц      | 1982        | Чикаго Буллз (2001—2006) Нью-Орлеан Хорнетс (2006—2009) Шарлотт Бобкэтс (2009—2010) Даллас Маверикс (2010—2011, 2014—2015) Нью-Йорк Никс (2011—2014) Финикс Санз (2015—2018) Лос-Анджелес Лейкерс (2018—2019) Хьюстон Рокетс (2019—2020)        | 10 467         | 3529               | 6938                | 1160 | 9,0                | —         | [ 78 ] [ 79 ]   |
| 38    | Дейв Коуэнс*            |      | Ц/ ТФ  | 1948        | Бостон Селтикс (1970—1980) Милуоки Бакс (1982—1983) | 10 444         | 1574[27]           | 5122[28]            | 766  | 13,6               | 1991      | [ 80 ] [ 81 ]   |
| 39    | Билл Лэймбир            |      | Ц      | 1957        | Кливленд Кавальерс (1980—1982) Детройт Пистонс (1982—1993) | 10 400         | 2819               | 7581                | 1068 | 9,7                | —         | [ 82 ] [ 83 ]   |
| 40    | Отис Торп               |      | ТФ/ Ц  | 1962        | Канзас-Сити/ Сакраменто Кингз (1984—1988, 1998) Хьюстон Рокетс (1988—1995) Портленд Трэйл Блэйзерс (1995) Детройт Пистонс (1995—1997) Ванкувер Гриззлис (1997—1998) Вашингтон Уизардс (1999) Майами Хит (1999—2000) Шарлотт Хорнетс (2000—2001) | 10 370         | 3446               | 6924                | 1257 | 8,2                | —         | [ 84 ] [ 85 ]   |
| 41    | Зак Рэндольф            |      | ТФ/ Ц  | 1981        | Портленд Трэйл Блэйзерс (2001—2007) Нью-Йорк Никс (2007—2008) Лос-Анджелес Клипперс (2008—2009) Мемфис Гриззлис (2009—2017) Сакраменто Кингз (2017—2018)                                                                                        | 10 208         | 3279               | 6929                | 1116 | 9,1                | —         | [ 86 ] [ 87 ]   |
| 42    | Никола Вучевич^         |      | Ц      | 1990        | Филадельфия Севенти Сиксерс (2011—2012) Орландо Мэджик (2012—2021) Чикаго Буллз (2021—н.в.) | 10 170         | 2434               | 7736                | 972  | 10,5               | —         | [ 88 ] [ 89 ]   |
| 43    | Шон Мэрион              |      | ЛФ/ ТФ | 1978        | Финикс Санз (1999—2008) Майами Хит (2008—2009) Торонто Рэпторс (2009) Даллас Маверикс (2009—2014) Кливленд Кавальерс (2014—2015) | 10 101         | 2732               | 7369                | 1163 | 8,7                | —         | [ 90 ] [ 91 ]   |
| 44    | Джонни Керр             |      | Ц/ ТФ  | 1932 — 2009 | Сиракьюс Нэшнлз/ Филадельфия-76 (1954—1965) Балтимор Буллетс (1965—1966) | 10 092         | —                  | —                   | 905  | 11,2               | —         | [ 92 ] [ 93 ]   |
| 45    | Руди Гобер^             |      | Ц      | 1992        | Юта Джаз (2013—2022) Миннесота Тимбервулвз (2022—н.в.) | 9700           | 2804               | 6896                | 829  | 11,7               | —         | [ 94 ] [ 95 ]   |
| 46    | Боб Ленье*              |      | Ц      | 1948        | Детройт Пистонс (1970—1979) Милуоки Бакс (1980—1984) | 9698           | 1843[29]           | 4853[30]            | 959  | 10,1               | 1992      | [ 96 ] [ 97 ]   |
| 47    | Сэм Лейси               |      | Ц      | 1948 — 2014 | Цинциннати Роялз/ Канзас-Сити-Омаха/ Канзас-Сити Кингз (1970—1981) Нью-Джерси Нетс (1981—1982) Кливленд Кавальерс (1982—1983) | 9687           | 1647[31]           | 5226[32]            | 1002 | 9,7                | —         | [ 98 ] [ 99 ]   |
| 48    | Дэйв Дебуше*            |      | ТФ/ ЛФ | 1940 — 2003 | Детройт Пистонс (1962—1968) Нью-Йорк Никс (1968—1974) | 9618           | 134[33]            | 623[34]             | 875  | 11,0               | 1983      | [ 100 ] [ 101 ] |
| 49    | Маркус Кэмби            |      | Ц/ ТФ  | 1974        | Торонто Рэпторс (1996—1998) Нью-Йорк Никс (1998—2002, 2012—2013) Денвер Наггетс (2003—2008) Лос-Анджелес Клипперс (2008—2010) Портленд Трэйл Блэйзерс (2010—2012) Хьюстон Рокетс (2012)                                                         | 9513           | 2611               | 6902                | 973  | 9,8                | —         | [ 102 ] [ 103 ] |
| 50    | Кевин Лав^              |      | ТФ/ Ц  | 1988        | Миннесота Тимбервулвз (2008—2014) Кливленд Кавальерс (2014—2023) Майами Хит (2023—н.в.) | 9497           | 2216               | 7281                | 952  | 10,0               | —         | [ 104 ] [ 105 ] |

## Комментарии
- 1  Игроки НБА включаются в Баскетбольный Зал славы не ранее, чем через пять полных лет после окончания карьеры[106], в 2016 году этот период был сокращён до четырёх лет[107], а с 2017 года этот срок стал составлять всего три года[108].
- 2  Это список НБА и в него не входят сезоны, проведённые игроками в других лигах, таких как АБА и прочих.
- 3  Статистика по подборам, сделанным под щитом соперника, стала вестись только в сезоне 1973/74 годов, поэтому у баскетболистов, игравших до 1973 года, подборы в атаке в статистике отсутствуют.
- 4  Статистика по подборам, сделанным под своим щитом, стала вестись только в сезоне 1973/74 годов, поэтому у баскетболистов, игравших до 1973 года, подборы в обороне в статистике отсутствуют.
- 5  Количество сделанных подборов в среднем за игру, округляется до десятых.
- 6  Сменил имя 1 мая 1971 года после первой победы в НБА и принятия ислама, имя при рождении Фердинанд Льюис Алсиндор-младший или просто Льюис Алсиндор. Его новое имя, Карим Абдул-Джаббар, означает: «щедрый, слуга всесильного» (Аллаха)[109].
- 7  Первые четыре сезона в карьере Карима Абдул-Джаббара статистика по подборам в атаке ещё не велась[10].
- 8  Первые четыре сезона в карьере Карима Абдул-Джаббара статистика по подборам в обороне ещё не велась[10].
- 9  Первые пять сезонов в карьере Элвина Хейза статистика по подборам в атаке ещё не велась[12].
- 10  Первые пять сезонов в карьере Элвина Хейза статистика по подборам в обороне ещё не велась[12].
- 11  Мозес Мэлоун в 1974—1976 годах выступал в АБА, после чего, в связи со слиянием двух лиг, стал играть в НБА, поэтому подборы, набранные им в АБА, в этом списке не учитываются, хотя по общему количеству подборов (17 834) он идёт на 3-м месте[1].
- 12  Мозес Мэлоун в 1974—1976 годах выступал в АБА, после чего, в связи со слиянием двух лиг, стал играть в НБА, поэтому подборы под чужим щитом, набранные им в АБА, в этом списке не учитываются, хотя всего за карьеру он сделал 7382 подбора в атаке[14].
- 13  Мозес Мэлоун в 1974—1976 годах выступал в АБА, после чего, в связи со слиянием двух лиг, стал играть в НБА, поэтому подборы под своим щитом, набранные им в АБА, в этом списке не учитываются, хотя всего за карьеру он сделал 10 452 подбора в обороне[14].
- 14  Только последние четыре сезона в карьере Нейта Термонда стала вестись статистика по подборам в атаке[26].
- 15  Только последние четыре сезона в карьере Нейта Термонда стала вестись статистика по подборам в обороне[26].
- 16  Только последние два сезона в карьере Уолта Беллами стала вестись статистика по подборам в атаке[28].
- 17  Только последние два сезона в карьере Уолта Беллами стала вестись статистика по подборам в обороне[28].
- 18  Первые пять сезонов в карьере Уэса Анселда статистика по подборам в атаке ещё не велась[30].
- 19  Первые пять сезонов в карьере Уэса Анселда статистика по подборам в обороне ещё не велась[30].
- 20  Только последний сезон в карьере Джерри Лукаса стала вестись статистика по подборам в атаке[38].
- 21  Только последний сезон в карьере Джерри Лукаса стала вестись статистика по подборам в обороне[38].
- 22  Только последние семь сезонов в карьере Пола Сайласа стала вестись статистика по подборам в атаке[46].
- 23  Только последние семь сезонов в карьере Пола Сайласа стала вестись статистика по подборам в обороне[46].
- 24  Первый сезон в карьере Дольфа Шейеса статистика по подборам ещё не велась[64].
- 25  Только последние два сезона в карьере Билла Бриджеса стала вестись статистика по подборам в атаке[66].
- 26  Только последние два сезона в карьере Билла Бриджеса стала вестись статистика по подборам в обороне[66].
- 27  Первые три сезона в карьере Дейва Коуэнса статистика по подборам в атаке ещё не велась[80].
- 28  Первые три сезона в карьере Дейва Коуэнса статистика по подборам в обороне ещё не велась[80].
- 29  Первые три сезона в карьере Боба Ленье статистика по подборам в атаке ещё не велась[96].
- 30  Первые три сезона в карьере Боба Ленье статистика по подборам в обороне ещё не велась[96].
- 31  Первые три сезона в карьере Сэма Лэйси статистика по подборам в атаке ещё не велась[98].
- 32  Первые три сезона в карьере Сэма Лэйси статистика по подборам в обороне ещё не велась[98].
- 33  Только последний сезон в карьере Дэйва Дебуше стала вестись статистика по подборам в атаке[100].
- 34  Только последний сезон в карьере Дэйва Дебуше стала вестись статистика по подборам в обороне[100].